# USS John L. Hall (FFG-32)
La USS John L. Hall (FFG-32), es una fragatas lanzamisiles, de la clase Oliver Hazard Perry, y recibe su nombre en memoria del almirante John L. Hall, Jr. (1891–1978), siendo el primer buque en recibir este nombre.

## Construcción
Fue ordenada el  23 de enero de 1978 como parte del preogama FY78, la John L. Hall fue puesta en grada en los astilleros de Bath Iron Works, Bath, Maine el 5 de enero de 1981, botada el 24 de julio de 1981, y asignada el 26 de junio de 1982. 

## Historial
Intervino durante 1997 en el ejercicio combinado UNITAS, desarrollado en aguas de Argentina.
El 28 de agosto de 2005, partió de su puerto base en Pascagoula, Missisippi, junto con su gemela, la USS Stephen W. Groves ante la amenaza del Huracán Katrina.
En 2007, permanecía activa bajo el mando de  Augustus P. Bennet, asignada a la escuadra de destructores 14, y base en  Mayport, Florida.  En agosto de 2008, mientras intentaba evitar la tormenta tropical Fay, se produjo un cambio en el mando al asumir el mando del buque Derek Lavan.
El 21 de abril de 2010, fue vista en Sebastopol.
El 22 de junio de 2010, su oficial al mando Herman Pfaeffle fue relevado tras impactar contra el embarcadero el 16 de abril de 2010 en Batumi, en la República de Georgia 
Durante la primera semana de agosto de 2010, realizó diversas reparaciones de estructura y máquinas en la UP de reparaciones de la empresa española Navantia en San Fernando, Cádiz.
Fue dado de baja el 9 de marzo de 2012 en la estación naval de Mayport.